# Cobán
Cobán város Guatemala középső részén, Guatemalavárostól 220 km-re északra. Lakossága kb. 95 ezer fő.
Alta Verapaz megye székhelye. 
Egy kávé- és kardamomtermesztő vidék központja.
A város elődjét "az indiánok apostola", Bartolomé de las Casas alapította.

## Látnivalók

### A városban
- La Iglesia del Calvario (templom). Nagyszerű kilátás nyílik innen a városra
- Vivero "Verapaces" (virágtermesztő). 2 km-re a vároközponttól
- Museo el Principe Maya (múzeum). Perkolumbián tárgyak

Fiestát a húsvét előtti nagyhéten és augusztus elején tartanak. 

### A régióban
Cobán környéke karsztos mészkővidék nagy barlangokkal. 
- Grutas Rey Marcos (barlangok). 12 km-re a várostól keletre
- Cuevas de Candelaria (barlangrendszer). 95 km-re a várostól északra.
- Lachuá Laguna Nemzeti Park

## Fordítás
- Ez a szócikk részben vagy egészben  a   Cobán című spanyol Wikipédia-szócikk fordításán alapul.  Az eredeti cikk szerkesztőit annak laptörténete sorolja fel. Ez a jelzés csupán a megfogalmazás eredetét és a szerzői jogokat jelzi, nem szolgál a cikkben szereplő információk forrásmegjelöléseként.